# Ethobunus gertschi
Ethobunus gertschi is een hooiwagen uit de familie Zalmoxioidae.